# Leucothoe keiskei
Leucothoe keiskei är en ljungväxtart som beskrevs av Friedrich Anton Wilhelm Miquel. Leucothoe keiskei ingår i släktet Leucothoe och familjen ljungväxter. Inga underarter finns listade i Catalogue of Life.

## Bildgalleri

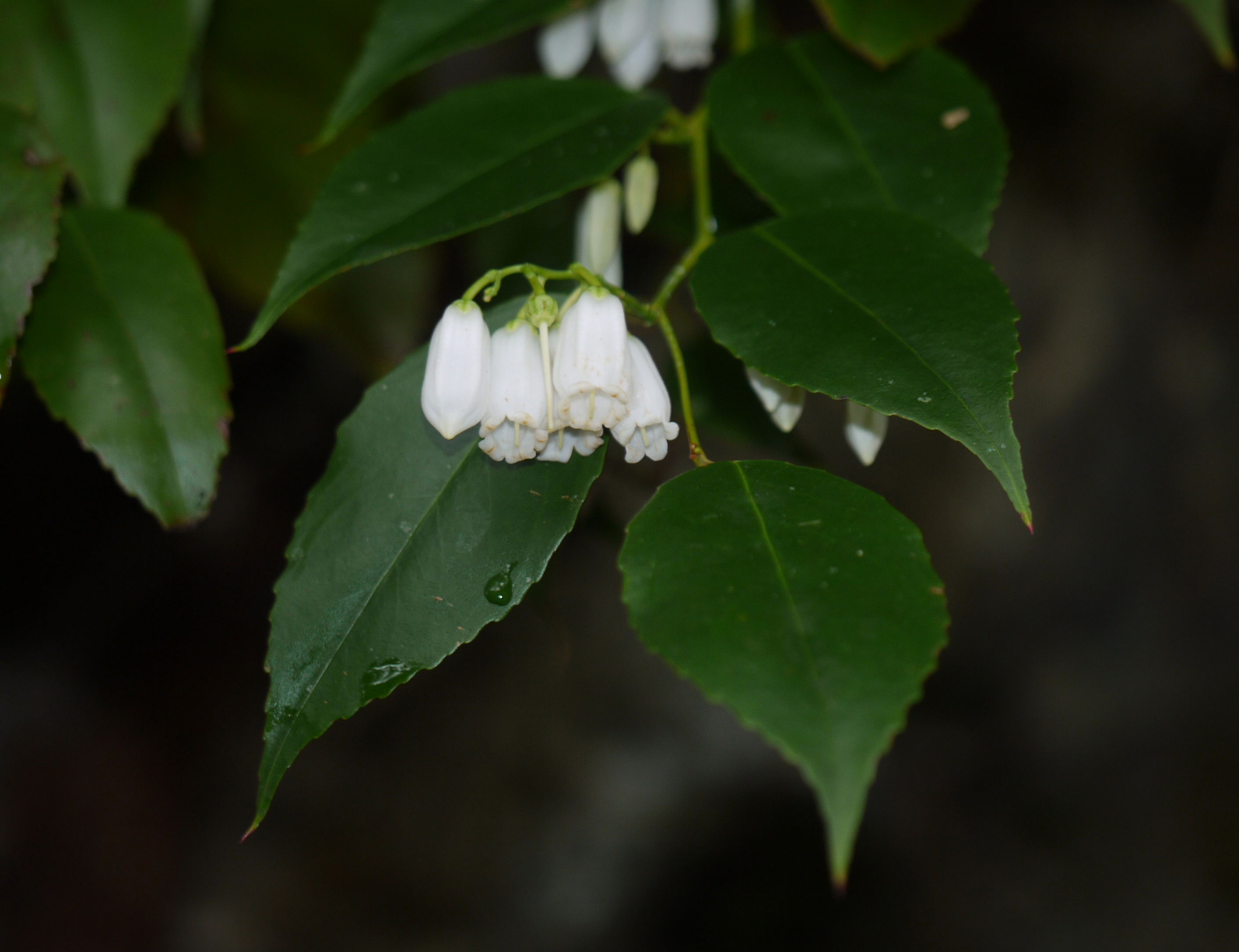
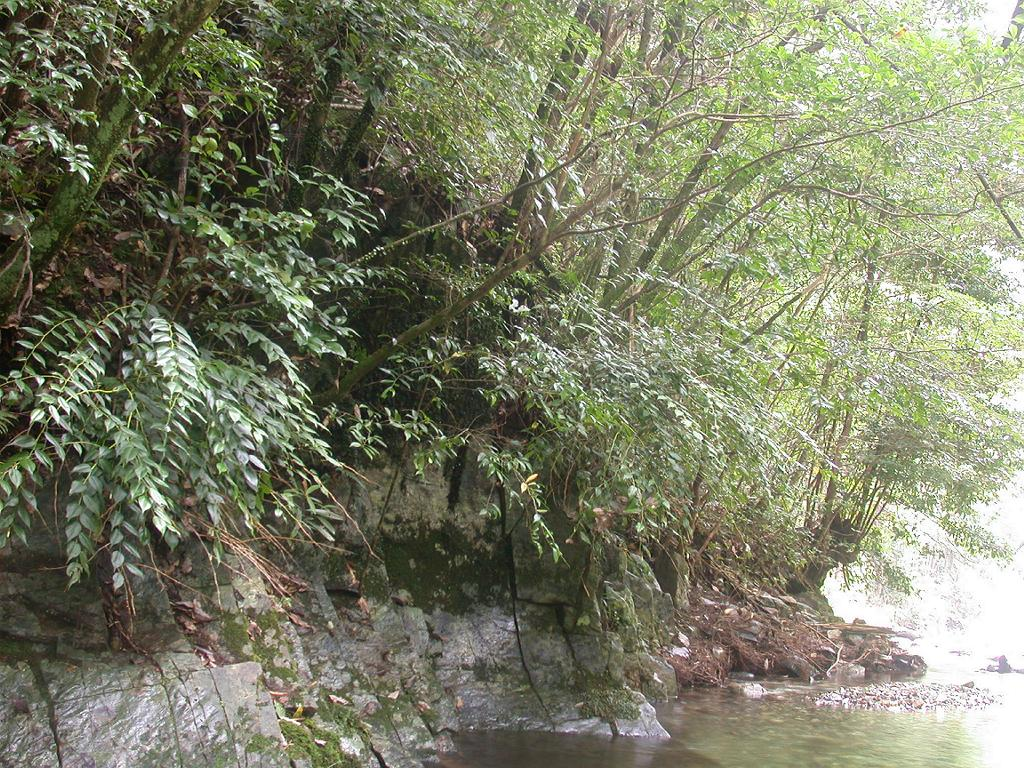